# Peter Klashorst
 (décembre 2009).
Si vous disposez d'ouvrages ou d'articles de référence ou si vous connaissez des sites web de qualité traitant du thème abordé ici, merci de compléter l'article en donnant les références utiles à sa vérifiabilité et en les liant à la section « Notes et références ».
Peter Klashorst (nom d’artiste de Peter van de Klashorst) est un peintre, sculpteur et photographe néerlandais, né le 11 février 1957 à Santpoort et mort le 11 septembre 2024 à Amsterdam.

## Biographie
De 1976 à 1981, il intègre la Gerrit Rietveld Academie à Amsterdam. Dans les années 1980, il fait partie du mouvement néo-expressionniste Junge Wilde (appelé de Nieuwe Wilden en hollandais). Ses peintures sont récompensées en 1983 par le Koninklijke Subsidie voor Vrije Schilderkunst.
En 1987, Klashorst rencontre l'artiste tchèque Jiri Georg Dokoupil à Tenerife, avec qui il discute de la crise du modernisme (tout a déjà été peint). Ils commencent alors une fructueuse collaboration, notamment au sein du collectif After Nature (1987-1995), qui leur permet d'atteindre une certaine notoriété. Ils réactualisent le nu, le paysage et la nature morte.
Klashorst se veut aussi un adversaire du snobisme et de l'idéalisme artistiques.
Il a peint et photographié de nombreuses jeunes femmes en Afrique, ayant par ailleurs trois enfants avec certaines d'entre elles. En 2000, alors qu'il est au Sénégal, pays majoritairement musulman, il est arrêté car il est suspecté de production d'images obscènes, à cause des nus qu'il a fait avec la population féminine locale. Il parvient à s'en sortir et à fuir en Gambie après avoir corrompu les autorités.
Dans les années 2000, il vit et travaille entre les Pays-Bas, le Kenya et la Thaïlande, peignant et photographiant notamment des nus. Une grande partie de son travail peut faire penser à l'œuvre de Paul Gauguin, par sa description de la vie sociale.

## Récompenses
- 1982 : Johan en Titia Prix Buning Brongers
- 1983 : Koninklijke Subsidie voor Vrije Schilderkunst

## Publications

### De Peter Klashorst
- (nl) Steef Davidson, red., Peter Klashorst, tekeningen: Poëzie explosie : 23-5, 30-5, 6-6 1979, Amsterdam, 1979
- (nl) Peter Klashorst; samenst. Timo van der Eng, Theo van der Hoeven; red.: Marleen Buddemeijer: Schilderen met acryl, Utrecht, 1997.  (ISBN 9065334351)

### Sur Peter Klashorst
- (nl) Mieke Rijnders, Geurt Imanse: Over schilderkunst; Pieter Holstein, René Daniels, Peter Klashorst, 1983.
- (nl) Paul Groot et al: After nature, Amsterdam, 1989, catalogus uitgegeven ter gelegenheid van de tentoonstellingen van Bart Domburg, Jurriaan van Hall en Peter Klashorst in de galerieën Jurka, Hans Gieles en Torch te Amsterdam.
- (nl) Robert Vuijsje: King Klashorst, Amsterdam, 2005.  (ISBN 9050004288)